# Reinblei-Akkumulator
Reinblei-Akkumulatoren gehören zur Familie der AGM-Bleiakkumulatoren, einer verschlossenen Bauform (VRLA-Akkumulator) innerhalb der Blei-Säure-Speichertechnologien. Namensgebend ist die Zusammensetzung des Gittermaterials in der Elektrode (oder Platte), das aus hochreinem Blei (>99,99 % Reinheit) besteht. Im Vergleich zu klassischen AGM-Akkumulatoren sind die Elektroden dünner ausgeführt, was die Leistungsdichte des Akkumulators erhöht, sodass auch der Begriff HPPL (high performance pure lead) für diese Technologie verwendet wird.

## Aufbau und Eigenschaften
Grundsätzlich sind Reinblei-Akkumulatoren analog zu AGM-Akkumulatoren aufgebaut, mit dem Unterschied, dass die verwendeten Elektrodenstärken nur einem Bruchteil (ca. 25 %) der klassischer Produkte entsprechen. Bei identischem Bauraum wird so eine Maximierung der Anzahl der verbauten Elektroden (Platten) erreicht. Dies hat eine größere elektrochemische Reaktionsfläche im Akkumulator zur Folge und führt zu einer vergleichsweise hohen Energie- und Leistungsdichte als Kennzeichen für diese Blei-Säure-Speichertechnologie. Auch bei Betrachtung der Wiederaufladung führt die vergrößerte Reaktionsfläche (im Vergleich zu klassischen Blei-Säure-Batterien) zu höheren zulässigen Ladeströmen, ohne eine Schädigung des Akkumulators zu bewirken. Dies kann bei gegebener Ladeinfrastruktur dazu genutzt werden, die Wiederaufladezeit des Speichers um bis zu 50 % zu reduzieren.
Reinblei-Akkumulatoren sind ebenso wie klassische AGM-Akkumulatoren wartungsfrei und weisen darüber hinaus eine hohe Zyklenfähigkeit aus. Sie sind zudem durch eine sehr niedrige Gas-Emissions- und Selbstentladungsrate gekennzeichnet, die im Vergleich zu klassischen VRLA-Akkumulatoren verlängerte Lagerzeiten erlaubt (gemäß Herstellerangaben sind Reinblei-Batterien bis zu 24 Monate ohne Nachladung lagerfähig).
Das hochreine Blei als Gitterwerkstoff ist weitgehend frei von Legierungsbestandteilen oder Verunreinigungen, wodurch die – bei allen Akkumulatoren vorhandene – lebensdauerbegrenzende Korrosion des Gitters (der positiven Platte) verlangsamt ist. Reinbleigitter können daher im Vergleich zu herkömmlich hergestellten Gittern aus Bleilegierungen somit deutlich dünner ausgelegt werden. Folglich zeichnen sich die Reinblei-Akkumulatoren durch eine vergleichsweise hohe Gebrauchsdauererwartung aus, bevor es durch die korrosiven Effekte zu einer Verringerung der Kapazität oder zum Ausfall kommt. Da Korrosionsprozesse temperaturabhängig sind (eine Erhöhung der durchschnittlichen Umgebungs- oder Betriebstemperatur um 10 °C verdoppelt die Korrosionsrate und halbiert die Gebrauchsdauer), eignen sich Reinblei-Akkumulatoren auch für den Einsatz unter erhöhten Betriebs- oder Umgebungstemperaturen (typischerweise bis zu 30 °C), ohne an Lebensdauer gegenüber klassischen AGM-Akkumulatoren einzubüßen.